# Skorošnik
Shkarashnik en albanais et Skorošnik en serbe latin (en serbe cyrillique : Скорошник) est une localité du Kosovo située dans la commune/municipalité de Klinë/Klina et dans le district de Pejë/Peć. Selon le recensement kosovar de 2011, elle compte 971 habitants.
Selon le découpage administratif du Kosovo, la localité fait partie de la commune/municipalité de Malishevë/Mališevo, dans le district de Prizren.

## Démographie

### Évolution historique de la population dans la localité
| 1948 | 1953 | 1961 | 1971 | 1981 | 1991 | 2011 |
| ---- | ---- | ---- | ---- | ---- | ---- | ---- |
| 185  | 204  | 236  | 344  | 450  | 592  | 971  |

|  |

### Répartition de la population par nationalités (2011)
En 2011, les Albanais représentaient 98,87 % de la population.